# 宋登
宋登（？年—？年），字叔陽，京兆郡長安縣（今陝西省西安市）人，東漢太尉宋由之子。

## 生平
宋登年輕時教授《歐陽尚書》，學生多達幾千人。擔任汝陰令時，爲政精明能幹，號稱“神父”。升任趙相，入朝任尚書僕射。漢順帝以宋登熟悉禮樂為由，讓他持節管理太學，宋登奏定典律，轉任侍中。因時常上奏彈劾權臣，被改任為潁川太守。在任期間，市無二價，道不拾遺。後因病辭官，在家中去世。汝陰人配社祭祀宋登。

## 延伸阅读
[在维基数据编辑]
 《後漢書/卷79上》，出自范晔《後漢書》